# Saule du samuraï
Les bouddhistes Japonais placent une âme dans certains arbres; notamment dans les saules pleureurs. Cette âme aurait de mystérieux pouvoirs pour le mal comme pour le bien.

## La légende
Le samouraï Matsudeira possède, dans son jardin, un saule pleureur magnifique aux feuilles argentées, .
Voici qu'un jour, sans aucune raison apparente, sa femme tombe gravement malade et meurt. Peu de temps après, son fils se casse la jambe. Matsudeira se demande si le saule n'est pas à l'origine de ces accidents. Plutôt que de l'abattre, il le propose à son voisin, Inabata, qui accepte immédiatement.
Un matin, ce dernier a la surprise de voir une femme d'une merveilleuse beauté appuyée contre le tronc du saule.
Inabata est veuf et sans enfant. Il propose à la ravissante créature de le suivre en sa modeste demeure. Quelque temps après, conquis, il lui demande sa main. L'année suivante naît un délicieux petit garçon qu'on nomme Yanagi, le saule.
La famille vit dans le bonheur pendant cinq ans.
Voici qu'un des piliers soutenant le temple de Sanjusangendo s'effondre. Le daimyo consulte les prêtres. Ces derniers lui expliquent qu'il faudrait faire la réparation à l'aide du tronc provenant d'un saule. Il faut un grand et large saule pour tenir le temple. On lui signale que dans le jardin de son vassal Inabata, pousse un tel arbre. Il décide d'abattre le végétal et de le faire transporter au temple.
En apprenant cela, Inabata va trouver sa femme pour lui raconter son souci. Alors celle-ci lui dit: "J'ai un aveu à vous faire mon cher ami. Vous ne m'avez jamais demandé comment je suis venue à vous...Je suis l'âme du saule. Quand vous m'avez accueillie chez vous, j'ai ressenti une immense gratitude envers vous. Nous nous sommes mariés. Nous avons eu un enfant. Maintenant je sais qu'il me faut mourir car vous ne pouvez pas désobéir à votre Seigneur...Adieu". La femme avance vers l'arbre et disparait dans le feuillage.
Les bûcherons arrivent; abattent l'arbre sans prêter attention aux supplications du malheureux Inabata. Maintenant, le saule gît sur le sol. Il ne reste plus qu'à le transporter. On tente de le soulever sans succès. L'arbre résiste comme soudé au sol. Les bûcherons vont chercher du renfort; rien à faire,. L'arbre ne bouge pas. Trois cents hommes sont appelés à la rescousse. Le saule ne bouge toujours pas d'un centimètre.
Alors le petit Yanagi s'approche à son tour du saule, en caresse les feuilles argentées et lui murmure simplement: "Viens". Il saisit une branche. Tiré par la main minuscule, l'arbre cède à la douce prière et suit l'enfant  jusqu'à la cour du temple.